# Ley-Linie

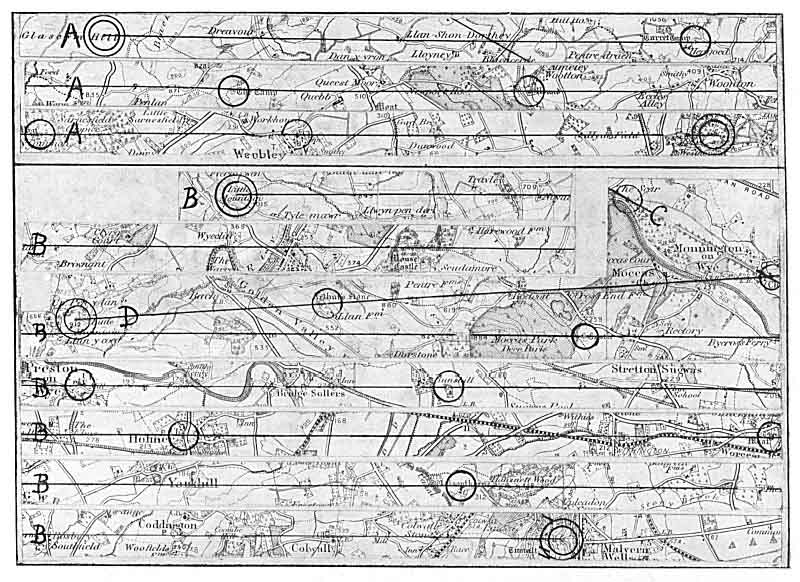
Alfred Watkins (1922): Karte von zwei britischen Ley-Linien

Als Ley-Linien (gelegentlich auch „Heilige Linien“ genannt) bezeichnet man die geradlinigen Anordnungen von Landmarken, insbesondere in England und Wales, wie zum Beispiel: Megalithen, prähistorischen Kultstätten und Kirchen. Esoteriker messen ihnen außergewöhnliche Eigenschaften bei. Ihre Existenz wird in der Wissenschaft bestritten.

## „Entdeckung“ der Ley-Linien
Der Architekt und Altertumsforscher Joseph Houghton Spencer entdeckte bei der Erforschung des Taunton Castle einen historischen Pfad, der klösterliche Anlagen miteinander verband und den Anwohnern als „Mönchspfad“ (Monks’ Walk) bekannt war. Er glaubte, dass es weitere dieser Verbindungswege in der Landschaft gäbe, und vermutete, dass sie einst Klöster und andere Denkmale miteinander verknüpften. Die bereits seit vorchristlicher Zeit bestehenden Pfade seien der Kirche bekannt gewesen, die dies bei ihren Klosterbauten berücksichtigt habe.
Der Begründer der Archäoastronomie, Joseph Norman Lockyer (1836–1920), hatte bei seinen Forschungen erkannt, dass der Steinkreis von Stonehenge sowie andere prähistorische Steinsetzungen in England zum Sonnenaufgang am Mittsommertag, nach dem Mondlauf oder nach Sternkonstellationen ausgerichtet waren. Er äußerte die Vermutung, dass diese Anlagen auf einer auf astronomischen Prinzipien beruhenden Ebene miteinander in Verbindung zu bringen seien.
Der britische Historiker Walter Johnson erkannte bereits zu Beginn des zwanzigsten Jahrhunderts, dass alte Kirchen in England und Wales oft auf noch älteren oder sogar prähistorischen Kultstätten errichtet worden waren, eine weltweit bei Sakralbauten zu beobachtende und inzwischen archäologisch vielfach abgesicherte Tatsache. Er stellte daraus eine Beziehung zwischen Menhiren, Steinkreisen, Dolmen und frühchristlichen Kirchen her.
Als der eigentliche Entdecker der Ley-Linien gilt der britische Getränkehändler, Amateur-Archäologe und Hobbyfotograf Alfred Watkins. Er bemerkte bei einer Wanderung im Juni 1920 (oder nach einer anderen Version der Geschichte: bei der Planung dieser Reise auf einer Karte), dass in dem Dorf Blackwardine in seiner Heimat Hertfordshire mehrere alte Ruinen auf umliegenden Hügeln augenscheinlich in einer geraden Linie angeordnet waren. Er stellte dieses Phänomen auch an anderen Stellen in der näheren Umgebung fest und schloss daraus, dass es ein Netzwerk gerader Wege geben müsse, das historische Bauwerke in England miteinander verbindet.
Im September 1921 hielt Watkins vor dem traditionsreichen Woolhope Naturalists’ Field Club in Hereford einen Vortrag über historische Landmarken im Grenzgebiet zwischen Herefordshire und Wales, der später auch als Buch veröffentlicht wurde. Er glaubte, es gäbe alte Handelspfade, die sich schnurgerade, ohne Rücksicht auf Hindernisse wie Moore, Wälder, Höhenzüge und ähnliche, quer durch die Landschaft ziehen. Sie würden uralte Grabhügel, Kultstätten, prähistorische Siedlungen, Menhire, Kirchen, Burgen, Wegkreuzungen und heilige Quellen, aber auch auffällige, natürliche Landschaftsmerkmale miteinander verbinden. Sie seien dadurch leicht zu identifizieren. Watkins Intention war es, alte Handelswege zu definieren, um weiträumige historische oder sogar prähistorische Wirtschaftsbeziehungen auf den britischen Inseln zu beweisen. Er führte deren Linienführung auf rein praktische Erwägungen der Vorfahren zurück, nämlich auf die Tatsache, dass eine gerade Linie die kürzeste Verbindung zwischen zwei Punkten darstellt. Watkins führte die Bezeichnung „Ley“ für diese Routen ein, die von Suffixen historischer Ortsnamen entlehnt ist, die häufig auf „- leigh“ oder „- ley“ (abgeleitet vom altenglischen „lēah“ für Rodung, Lichtung) enden. Bald schlossen sich andere, vorwiegend Laienforscher, seinen Ansichten an.

## Gegenargumente
Watkins Schlussfolgerungen wurden und werden in der ernstzunehmenden Wissenschaft abgelehnt. Die Ley-Linien verknüpfen historische Stätten aus weit auseinanderliegenden Zeitabschnitten miteinander, aus dem Neolithikum, der Bronzezeit, der Eisenzeit und dem Mittelalter. Außerdem repräsentieren die Ley-Punkte unterschiedliche Funktionen. Die Vielzahl uneinheitlicher Elemente aus verschiedenen Epochen schließt eine Verkettung von Zufällen nicht aus.
Mehrere Studien kommen zu dem Ergebnis, dass Ley-Linien lediglich auf einer statistisch zu erwartenden Verteilung von Punkten entlang einer beliebigen Linie basieren. Analysen zeigen auf, dass es keine signifikante statistische Abweichung gibt, die auf die tatsächliche Existenz von Ley-Linien schließen lässt.
Die Historiker Tom Williamson und Liz Bellamy analysierten das Phänomen mit statistischen Methoden und wiesen nach, dass die Dichte der bekannten archäologischen Stätten in Großbritannien so groß ist, dass jede beliebige auf einer Karte gezogene, gerade Linie zwangsläufig eine gewisse Anzahl davon verbinden müsse.
Der Prähistoriker Richard J. C. Atkinson, der in den 1950er Jahren Stonehenge erforschte, erstellte anhand der Position von Londoner Telefonzellen hypothetische „Telefonzellen-Linien“ (englisch: telephone box leys), um zu demonstrieren, dass solche Verbindungslinien rein zufälliger Natur sind.

## Ley-Linien in Deutschland
Der Theologe Wilhelm Teudt, ein völkischer Laienforscher und Gründer der „Vereinigung der Freunde germanischer Vorgeschichte“, glaubte, archäologische Beweise für eine pangermanische Hochkultur gefunden zu haben. Er befasste sich mit den Externsteinen und anderen Kultstätten und stellte fest, dass sich, wie er glaubte „germanische“ Bergheiligtümer mittels gerader Linien in der Landschaft miteinander verbinden lassen. Seine Thesen, obwohl von der seriösen Forschung abgelehnt, stießen in der Zeit des Nationalsozialismus auf großes Interesse und erfreuen sich heute noch in esoterischen und neuheidnischen Zirkeln einiger Beliebtheit.

## Esoterik

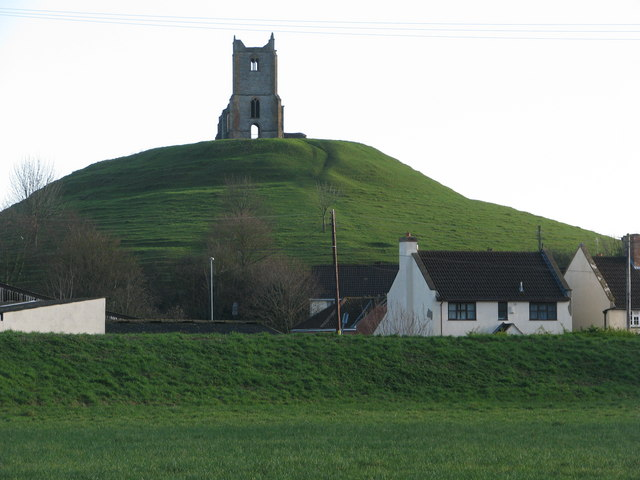
Burrow Mump

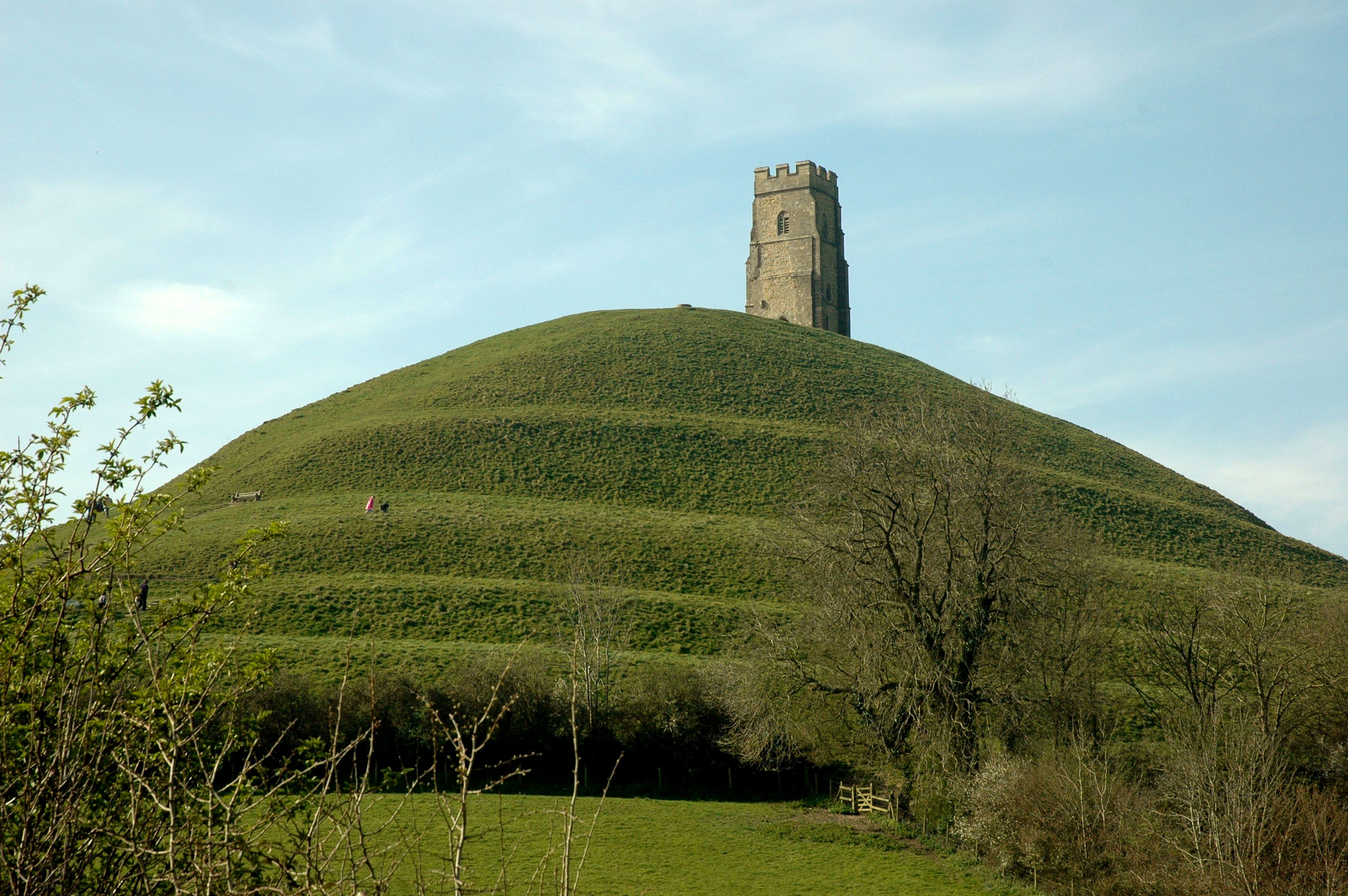
Glastonbury Tor

Spirituelle und mystische Aspekte brachte der englische Schriftsteller und Esoteriker John Michell 1969 in die Diskussion ein, dessen umfangreiches Gesamtwerk auch andere transzendente, quasi-religiöse und pseudowissenschaftliche Felder wie zum Beispiel: Atlantis, Fliegende Untertassen, Numerologie, Prä-Astronautik und ähnliche Themen abdeckte. Er hatte erkannt, dass sowohl auf dem Burrow Mump in Somerset als auch auf dem Glastonbury Tor eine dem Erzengel Michael geweihte Kirche steht. Er dehnte die Verbindungslinie zwischen den beiden Monumenten aus, vom St Michael’s Mount bis Avebury, und stellte fest, dass auf dieser rund 300 km langen Linie zahlreiche andere, dem Erzengel Michael (und dem heiligen Georg) geweihte Stätten liegen. Allerdings ist diese „Linie“, wie Nachprüfungen ergaben, eher ein mehrere Kilometer breites Band, außerdem ist in ganz Südengland eine große Anzahl von Kirchen verteilt, die dem Erzengel Michael geweiht sind, sodass dem Zufälligkeitsprinzip unterworfene Verbindungslinien möglich sind.
Michells empirisch kaum nachvollziehbare Schlussfolgerung, dass die Linien eine besondere spirituelle Aura ausstrahlen, veranlasste zahlreiche Enthusiasten dazu, überall – nicht nur in England – auf Karten und Wanderungen in der Landschaft nach Leys zu suchen. Sie sammelten sich in der „Society of Ley Hunters“ und begründeten 1969 das Journal „The Ley Hunter“. Dessen Herausgeber war von 1975 bis 1995 der britische Autor und Amateurarchäologe Paul Devereux. Er aktualisierte Watkins Theorien und unterzog sie einer kritischen Prüfung. Devereux vertrat die Vorstellung, die Ley-Linien seien eine physische Manifestation astraler Pfade für Schamanen und Verstorbene.
Weitere unkonventionelle und eher spekulative Interpretationen definieren die Ley-Linien als Manifestationen einer geheimnisvollen Erdenergie, als Geister- oder Seelenwege, stellen eine Verbindung zu UFO-Sichtungen her oder mit den Nazca-Linien in Peru als Landebahnen außerirdischer Astronauten. Andere Vermutungen unterstellen ein prähistorisches System der Landesvermessung, basierend auf astronomischen und religiösen Grundlagen. Geomantische, nichtwissenschaftliche Theorien basieren auf angeblichen Kraftfeldern oder Erdstrahlungen. Sie sollen Wasseradern und Kraftlinien analog zu den Meridianen der Akupunktur aufzeigen.
Die Suche nach Ley-Linien war und ist ein Betätigungsfeld von enthusiastischen Amateurforschern, die sie vorwiegend mit Lineal und Bleistift auf Landkarten großen Maßstabes betreiben. Seriöse Feldforschung professioneller Archäologen erbrachte bislang keinen Beweis für deren Existenz.

## Moderne Forschung

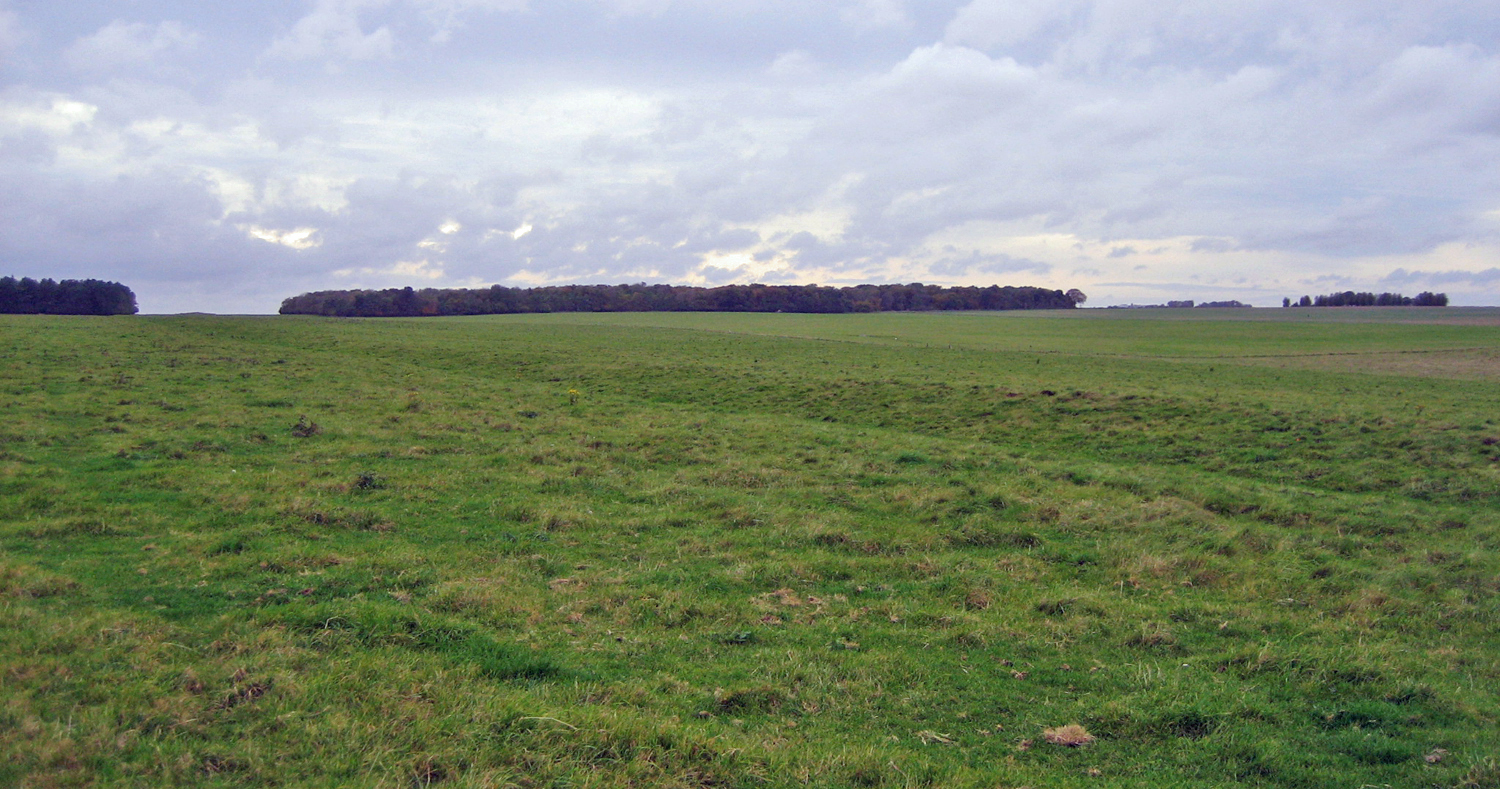
Stonehenge-Cursus in Wiltshire

Neuen Auftrieb erhielt die Ley-Forschung jedoch in einer ganz anderen Richtung, als man in England unter Einbeziehung der modernen Luftbildarchäologie die kilometerlangen Cursus-Anlagen (u. a. eine von Stonehenge ausgehende) entdeckte, die wahrscheinlich neolithische Prozessionswege sind.  Ihre Existenz ist mit anerkannten wissenschaftlichen Methoden nachgewiesen. Sie lassen sich durchaus als die wahren „Ley-Linien“ interpretieren.

## Rezeption in fiktionalen Werken
Zahlreiche Schriftsteller des Fantasy-Genres verwenden Ley-Linien in ihren Romanen, Serien und Geschichten, in denen sie meist als geheimnisvolle Energieströme beschrieben werden, die Anwendern von Magie als Kraftquelle dienen. Dazu gehören zum Beispiel (ohne Anspruch auf Vollständigkeit):
- Die Geheimnisse des Nicholas Flamel von Michael Scott
- die Darkness-Serie von Harry Turtledove
- die Dämonen-Serie von Robert Asprin
- die Rachel-Morgan-Reihe von Kim Harrison
- der Spook-Zyklus von Joseph Delaney
- die Dresden Files-Reihe von Jim Butcher
- die Highland-Saga von Diana Gabaldon
- Ein gutes Omen von Terry Pratchett und Neil Gaiman
- die Laundry Files-Reihe von Charles Stross
- der Roman Wähle deine Feinde mit Bedacht von Robert N. Charrette
- die The Raven Boys-Reihe von Maggie Stiefvater
- Die Dunklen Mächte von Cassandra Clare

Auch in Online-Rollenspielen, zum Beispiel Guild Wars 2 und World of Warcraft oder dem Pen-&-Paper-Rollenspiel Rifts kommen Ley-Linien vor. Im Film Ghostbusters sind Ley-Linien in die Handlung eingebunden, ebenso wie in der Serie The Quest – Die Serie.